# Distrikt Cuturapi
Der Distrikt Cuturapi liegt in der Provinz Yunguyo in der Region Puno in Südost-Peru. Der Distrikt wurde am 28. Dezember 1984 gegründet. Er besitzt eine Fläche von 23,7 km². Beim Zensus 2017 wurden 1386 Einwohner gezählt. Im Jahr 1993 betrug die Einwohnerzahl 2611, im Jahr 2007 1598. Sitz der Distriktverwaltung ist die 3855 m hoch gelegene Ortschaft San Juan de Cuturapi mit 668 Einwohnern (Stand 2017). San Juan de Cuturapi befindet sich 9,5 km westsüdwestlich der Provinzhauptstadt Yunguyo.

## Geographische Lage
Der Distrikt Cuturapi befindet sich auf dem Festland am Südufer des Titicacasees im Nordwesten der Provinz Yunguyo. Er erstreckt sich entlang der Nordflanke des Vulkans Cerro Khapia.
Der Distrikt Cuturapi grenzt im Westen an den Distrikt Pomata (Provinz Chucuito) sowie im Osten an den Distrikt Yunguyo.

## Ortschaften
Im Distrikt gibt es neben dem Hauptort folgende größere Ortschaften:
- Chimbo Chimbote (241 Einwohner)